# Paul Rugg
Paul Kevin Rugg (Los Ángeles, California, 21 de octubre de 1960) es un guionista, productor, actor de voz y titiritero estadounidense.

## Carrera
Rugg es reconocido principalmente por su trabajo en el mundo de la animación. Durante su trayectoria profesional ha trabajado con compañías como Disney, The Jim Henson Company y Warner Bros. Television. Su trabajo como actor de voz puede apreciarse en producciones como Animaniacs, Buzz Lightyear of Star Command, Kung Fu Panda: la leyenda de Po, Scooby-Doo! misterios S.A. y Teen Titans Go! En 2020 protagonizó el seriado de Disney+ Earth to Ned, en el que interpretó el papel de un alienígena llamado Ned que llega en una misión a invadir la tierra pero termina enamorándose de sus celebridades y creando un programa de entrevistas.

## Filmografía

### Televisión
- American Dragon: Jake Long – Profesor Rotwood
- Animaniacs – Sr. Director, voces adicionales
- Buzz Lightyear of Star Command – Cosmo, Ed
- Cleopatra in Space – Dr. Queed
- Disney's One Saturday Morning – Manny, Alistair Flyndiggery, Vanessa
- Dave the Barbarian
- DreamWorks Dragons – Savage
- Earth to Ned - Ned
- Freakazoid – Freakazoid, Paul Harvey
- Histeria – Nostradamus, Charles Darwin, Eli Whitney, Merriwether Lewis, Montezuma, Qinshihuangdi, Sergei Eisenstein
- Kung Fu Panda: Legends of Awesomeness – Maestro Yao
- OK KO! Let's Be Heroes – Presidente del Universo
- Pig Goat Banana Cricket – Cricket
- Pinky and the Brain – Sultana Sultana
- Scooby-Doo! Mystery Incorporated – Dr. Luis de Potrillo
- Secret Mountain Fort Awesome – Gweelok
- Teen Titans Go – Freakazoid
- The 7D – Lord Starchbottom
- The Adventures of Puss in Boots – Artephius
- The Epic Tales of Captain Underpants − Vert Ladderfeller III / Altitooth / Bivouac Ladderfeller
- Toonsylvania – Madre de Seth Tuber
- Meddlen Meadows – Bacculas
- My Science Fiction Project – Manlor Wagner
- We Bare Bears – Sr. Howard

### Cine
- The Ant Bully – Hormiga
- The Country Bears – Reportero
- Wakko's Wish – Sr. Director
- Scooby-Doo! Stage Fright – Steve Trilby